# Мусаф
Мусаф (от ивр. מוסף‎ — «дополнение») в иудаизме — дополнительное жертвоприношение или дополнительное богослужение по субботам и праздникам. В Танахе предписано добавлять к ежедневным утренним и послеполуденным жертвоприношениям в Храме особые жертвоприношения по субботам, в три паломнических праздника (Песах, Суккот, Шавуот), в Рош ха-Шана, Йом-кипур и новолуние. После разрушения второго Храма, когда жертвоприношения стали невозможными, мусаф заменил дополнительные жертвоприношения. Некоторые законоучители утверждали, что мусаф должен читаться лишь при наличии миньяна, но большинство их установили обязательность чтения этой молитвы и отдельным лицом.